# Пол Зюсман
Пол Зюсман (на английски: Paul Sussman) е английски журналист, археолог и писател на бестселъри в жанра исторически трилър.

## Биография и творчество
Пол Николас Зюсман е роден на 11 юли 1966 г. в Бийкънсфилд, Бъкингамшър, Англия, в семейството на Стенли Зюсман, мениджър продажби на текстил, и Сю, актриса, преквалифицирана като психотерапевт. След няколко години в Хампстед семейството се премества в Нортууд, северозападен Лондон. Учи в мъжката гимназия „Мерчант Тейлър“. Завършва история в колежа „Сейнт Джон“ в Кембридж, където печели наградата „Йосиф Лармур“ и свири в траш-метъл банда.
След дипломирането си работи различни временни места и обикаля света. Съосновател е на списанието „Big Issue“, където 7 години е колумнист на рубриката „В новините“. Част от работите му са събрани в първата му документална книга „Death by Spaghetti..“.
От 1991 г. работи като журналист на свободна практика в Лондон и пише за различни национални медии. Работил за кратко в Лондонското бюро на американската кабелна телевизионна мрежа CNN. Той е страстен археолог и в периода 1998-2002 т. участва в проекта за изследване на гробниците на династията Армана в Долината на царете в Египет като официален хроникьор на експедицията и откриването на гробница KV56.
През 2002 г. е публикуван първият му трилър „Изгубената армия на Камбиз“ от поредицата „Юсуф Халифа“. В нея главният герой, египетския инспектор Юсуф Халифа, разследва престъпления и мистерии, свързани историята на фараоните. Романът става международен бестселър и прави автора известен.
Произведенията на писателя са винаги в списъците на бестселърите. Те са преведени на 33 езика по света и са издадени в над 2 милиона екземпляра.
Пол Зюсман умира от разкъсване на аневризма на 31 май 2012 г. в Лондон.

## Произведения

### Самостоятелни романи
- The Hidden Oasis (2008)
Скритият оазис, изд.: ИК „Бард“, София (2010), прев. Боян Николаев
- The Final Testimony of Raphael Ignatius Phoenix (2014)
Последните думи на Рафаел Игнейшъс Финикс, изд.: ИК „Бард“, София (2014), прев. Венцислав Божилов

### Серия „Юсуф Халифа“ (Yusuf Khalifa)
1. The Lost Army of Cambyses (2002)
Изгубената армия на Камбиз, изд.: ИК „Бард“, София (2003), прев. Росица Панайотова
2. The Last Secret of the Temple (2005)
Последната тайна на Дома Господен, изд.: ИК „Бард“, София (2005), прев. Росица Панайотова
3. The Labyrinth of Osiris (2012)
Лабиринтът на Озирис, изд.: ИК „Бард“, София (2012), прев. Венцислав Божилов

### Документалистика
- Death by Spaghetti...: Bizarre, Baffling and Bonkers True: Stories from In The News (1996)